# Metepilysta enganensis
Metepilysta enganensis är en skalbaggsart som beskrevs av Stefan von Breuning 1970. Metepilysta enganensis ingår i släktet Metepilysta och familjen långhorningar.
Artens utbredningsområde är Filippinerna. Inga underarter finns listade i Catalogue of Life.